# Branzi
Branzi (lombardul: Brans) település Olaszországban, Lombardia régióban, Bergamo megyében. Lakosainak száma 644 fő (2023. január 1.). Branzi Ardesio, Valleve, Roncobello, Isola di Fondra, Valgoglio, Carona és Piazzatorre községekkel határos.

## Népesség
A település népességének változása:
| Lakosok száma | 714  | 712  | 644  |
|               | 2017 | 2018 | 2023 |